# 遊戲王VRAINS
《遊戲王VRAINS》（日语：遊☆戯☆王VRAINS）是一部於2017年開播的日本電視動畫，為《遊戲王》系列的第六部作品。該作最初於2017年2月對外宣布，電視動畫定於2017年5月起在東京電視網開始播放，接續前作《遊戲王ARC-V》。該作的標語是「讓我們向前邁進一步，嘗試一下吧！」，並透過虛擬實境展現決鬥。作品的主角是藤木遊作，當他在VR空間內時，他的髮型和服裝會改變。作品首次引入「連結召喚（リンク召喚）」和「VR決鬥（ブイアールデュエル）」等設定。2017年3月，原作者高橋和希在自己的Instagram透露，該作的人物設計完全由動畫團隊所負責。
名稱「VRAINS」為「VR」（虛擬實境）、「AI」（人工智慧）和「NS」（網路系統）所組成。
本作為遊戲王系列唯一一部，在動畫播放期間並未存在同名連載漫畫的作品。

## 故事大綱

### 漢諾騎士篇
- TURN 1 ～ 46

在科技及網路技術發達的城市「Den City」，由大型企業「SOL技術社」設立的VR空間「LINK VRAINS」深受民眾喜愛，人們能在該空間內體驗決鬥樂趣，但LINK VRAINS內也存在著駭客組織「漢諾騎士」，他們的目的是將存在於網路深處中由AI「伊格尼斯」所創造的世界——「網域世界」給消滅殆盡。為了逃離全面毀滅的命運，其中一個「伊格尼斯」將整個網域世界隱藏起來，並帶著藏匿地點的座標逃逸無蹤。
五年後，「LINK VRAINS」裡出現了一位神秘決鬥者「Playmaker」，他的真實身份是藤木遊作，為了追查自己過去遭遇的綁架事件而與該組織對抗，他在過程中捕獲了伊格尼斯作為人質，並結識決鬥者「Go鬼塚」鬼塚豪和「藍天使」財前葵。在Playmaker首次戰勝漢諾騎士成員左輪後，伊格尼斯取回了自己的身體；而在擊敗幽靈女孩和SOL的課長財前晃後並取得SOL的資料後，他發現綁架事件的策畫者鴻上博士已經身亡。之後不久，LINK VRAINS的決鬥者陸續出現了被強制登入與漢諾騎士成員決鬥的現象，戰敗者將成為陷入昏迷的「往生者」。Go鬼塚為了變成往生者的童年朋友而擊敗了往生者事件的執行者之一基因博士。之後藍天使也戰勝另一名執行者拜菈後，拜菈自行將電腦病毒的刪除程式公諸於世，使往生者們恢復原狀。剩下的一名執行者浮士德則為了引出Playmaker而綁架了島直樹，最終也在與Playmaker的交戰中戰敗；但在Playmaker戰勝後也對伊格尼斯的存在感到質疑。
當鴻上、左輪和亡靈開始執行完成漢諾塔的行動時，Playmaker察覺這行為可能會使網絡從此消失，便和GO鬼塚與藍天使共同阻止對方；但在此前，幽靈女孩卻遭左輪擊敗而資料化。在亡靈擊敗藍天使後，和Playmaker展開決鬥；過程中，亡靈透露出自己的過去和真實身份，最後輸給了Playmaker，而晃也在此前遭資料化。不久後，Playmaker看見Go鬼塚正與左輪進行決鬥，並在前者敗北後，左輪接著和Playmaker展開交戰。但在決鬥中途，左輪獲得父親給予的新力量後發現父親已失去了生命跡象，並自行將該決鬥以平局收場。回到現實，遊作從對方提及的「星塵大道」得知了左輪的位置並隨草薙前往該處。左輪與兩人見面後，透露了自己的本名「鴻上了見」及關於Lost 事件的種種細節。遊作和了見決定再次展開決鬥，並在漢諾塔頂進行；最後，Playmaker成功擊敗了對方，使LINK VRAINS恢復和平。待了見乘船離去後，遊作放走了伊格尼斯。

### 伊格尼斯篇
- TURN 47 ～103

數個月後，LINK VRAINS重建為「新生LINK VRAINS」。某日，草薙仁遭到神秘人奪走了意識，使遊作再次以Playmaker的身份進入LINK VRAINS，但此時的他已是SOL的通緝目標。Playmaker在擊敗神秘人物後，得知對方名為「鮑曼」，還有一名同夥「哈爾」，並被對方逃走。與此同時，Playmaker與Ai重聚，表示網域界已毀滅；同時認識了伸出援手的「Soulburner」，並在事後得知了對方的真身「穂村尊」及同行的炎之伊格尼斯「不靈夢」，也知曉對方是Lost事件的六名受害者之一。達成結盟共識的Playmaker和Soulburner打算潛入LINK VRAINS最底層的禁止進入區域，在Soulburner擊敗受SOL雇傭為賞金獵人的Go鬼塚、Playmaker擊敗賞金獵人「血色牧羊人」後，兩人遇見了風之伊格尼斯「溫迪」。之後，當兩人繼續朝內部深入時，換Soulburner對上打算前來攔截的「蒼藍女孩」；蒼藍女孩在戰敗後與幽靈女孩一同登出。與此同時，Playmaker則再次與被植入假記憶的鮑曼展開決鬥；Playmaker取勝後該空間崩塌而使他與Soulburner登出。另一方面，了見隨亡靈、基因博士、浮士德從獄中救出了拜菈。
在闖入陷阱的Soulburner與血色牧羊人的決鬥中斷後，Playmaker和Ai遇見了地之伊格尼斯「亞斯」；雖然戰勝對方，但亞斯完全不知道鮑曼的情報。亞斯在決鬥中透露，水之伊格尼斯「阿葵雅」早已預知到網域界的崩壞，但下落不明。之後，溫迪和光之伊格尼斯「萊德寧」向Ai表示，他們正打算重建網域界與支配人類。當Ai和Playmaker拒絕合作時，溫迪與萊德寧欲消滅他們；此時，左輪帶領漢諾騎士現身阻止。左輪向溫迪提起決鬥並戰勝了對方；在刪除溫迪的過程中卻遭到萊德寧介入而未果。接著，鮑曼與哈爾出現，萊德寧揭露手邊的黑影人形正是草薙仁，也是其原型，承認自己就是摧毀網域界的幕後黑手，正式向人類宣戰。而後，為了修復溫迪，萊德寧一行人起身離開，Playmaker與Soulburner雖然追了上去，卻分別受到鮑曼與哈爾、大量彼特與布特的阻撓，加上賞金獵人隊的到來，無功而返。
追擊期間，Playmaker與Ai從鮑曼那裡得知，原來鮑曼、哈爾、彼特與布特都是萊德寧製作出來的新世代AI。之後，鮑曼與Playmaker展開決鬥，最後以平局收場。回到現實世界後，了見交給遊作一個特殊程式，防止遊作被奪取意識資料。在Go鬼塚接受被SOL植入AI晶片的試驗後，實力大幅提升並擊敗了亞斯。阿葵雅在被亞斯救出之後則又被蒼藍女孩及幽靈女孩救走；血色牧羊人擊敗幽靈女孩後，阿葵雅正式與蒼藍女孩共同行動，蒼藍女孩改為「蒼藍少女」，與Playmaker、Soulburner聯手。血色牧羊人依序敗給左輪和萊德寧，意識被萊德寧奪走；Playmaker取勝Go鬼塚後，Ai搶回部分亞斯的源代碼交給阿葵雅。
為了對抗萊德寧，左輪召集了Playmaker、Soulburner、蒼藍少女、幽靈女孩。在說服Soulburner後，左輪利用改寫的漢諾塔掃描整個網絡找出萊德寧等人隱匿的位置——鏡像LINK VRAINS。蒼藍少女戰勝哈爾後，萊德寧打敗亡靈，溫迪則敗給了Soulburner。蒼藍少女敗給鮑曼後，鮑曼獲得水與地兩個伊格尼斯的力量，而後萊德寧以仁為人質威脅翔一要和Playmaker決鬥，雖然由Playmaker取勝但也因為心理衝擊過大而昏迷。漢諾三騎士隨即解除鏡像LINK VRAINS的封鎖，重獲自由的Soulburner滿懷怒意與鮑曼展開決鬥，最後不敵鮑曼而吞敗，使對方取得火與風兩個伊格尼斯的力量。萊德寧收到左輪的簡訊，前往應戰。左輪在說出萊德寧的真相後，決鬥以平局收場，左輪消逝，而萊德寧則被鮑曼吸收。
鮑曼和Playmaker展開決戰，但前者使用「神經元連結」吸收LINK VRAINS中人們的意識來強化自身。為了破解神經元連結，財前晃和幽靈女孩接連倒下，而Ai則在短暫犧牲自身後利用備份資料回歸。最後，Ai藉由進入鮑曼體內取得了其他伊格尼斯的力量，而使Playmaker順利擊敗了鮑曼，戰敗的鮑曼就此消失殆盡，眾人的意識得到解放，事件終告落幕。

### Ai的叛亂篇
- TURN 104 ～ 120

LINK VRAINS關閉維修期間，SOL技術社為了挽救聲譽而開發了全新的人工智慧管家SOLtis，這普遍取得了大眾的歡迎。伊格尼斯們全數陣亡後，傷心的Ai帶著機器嗶自行離開，而擁有人形外表的兩人則暗自襲擊了SOL技術社的皇后，並奪走了代碼密鑰。為此，財前晃帶著蒼藍少女集結了Playmaker、Revolver、Soulburner、Go鬼塚、幽靈女孩、血色牧羊人及Unnamed（草薙翔一），想藉此守護晃手中的另一把密鑰。另一方面，也打算協助晃的漢諾騎士則製造了用於對付Ai的潘朵兒。在現實中，遊作向晃及葵透露了自己Playmaker的身份。
Ai帶著機器嗶入侵了SOL，並在相繼擊敗了亡靈、三騎士、幽靈女孩、血色牧羊人、Go鬼塚、潘朵兒、蒼藍少女和財前晃後成功奪得了代碼密鑰，佔領SOL。在Soulburner擊敗機器嗶後獲得了關於Ai的線索，左輪現身爭奪，而使兩人展開決鬥。最後左輪敗給了Soulburner，以完成對他的「懺悔」。在Ai的邀請下，Playmaker終於與他碰面並展開最終決鬥；在決鬥中，Ai道出了自己在萊德寧生前留下的模擬演算中得知：伊格尼斯之中只有Ai存活下來的話人類也會滅亡，這使Ai決定透過Playmaker阻止這一切，甚至提出要將Playmaker完全資料化並與自己融合的想法。Playmaker斷然拒絕，用盡全力打敗Ai，雖然拯救了人類，卻也失去了無可取代的搭檔，並就此銷聲匿跡。
3個月後，草薙仁的精神狀況已經恢復到可以在兄長的熱狗餐車幫忙，財前晃成為SOL的新任CEO，LINK VRAINS擴大成為連接其他許多虛擬世界的虛擬中繼站，服務範圍大幅拓展，即使是身在鄉下的尊也能帶著綺久登入LINK VRAINS，Go鬼塚重新回到舞台上活躍著，漢諾騎士一行人努力肩負起網路監視者的責任，所有人都在期待Playmaker回歸的那一天。而在LINK VRAINS深處，一顆疑似Ai的眼球突然誕生。

## 登場人物

### 主要人物
藤木遊作（Yusaku Fujiki）
聲：石毛翔彌、大室佳奈（年幼時）；郭俊廷（香港）
在學校裡是相當低調的16歲高中生，但私底下卻是名技藝高超的駭客，後被同學島直樹邀請加入決鬥社。所使用的決鬥盤爲舊型插卡式。初期為連結召喚使用者，但隨著故事推進，現時已懂得使用儀式召喚、融合召喚、同步召喚及超量召喚。
個性孤僻、冷靜、曾言對其他人感覺有如被深淵阻隔，但對鴻上了見能說出真心。喜歡的食物是熱狗。擅長分析，而且在「Lost 事件」中受鴻上了見的鼓勵的影響，使他習慣會將分析出的理由分成三點來向他人說明。擁有名為「連結感應」的能力，能跟闇之伊格尼斯一樣，能感應網絡世界的氣息和資料。
在LINK VRAINS中的用戶名為「Playmaker」，同時也是名實力高強的傳說決鬥者，且還會在登出後清除自己的登入資料。在獲得網域族的牌組前，遊作曾使用「無名者」作為用戶名。
闇之伊格尼斯「Ai」的原型，「Lost 事件（漢諾計劃）」的六名受害者之一，為了追尋過去該事件的真相而追擊著漢諾騎士。過程中捕獲逃亡AI「伊格尼斯」並獲得伊格尼斯所賦予的「D衝浪板」；此後，在眾人面前展現實力的自己卻也成為漢諾騎士、SOL技術社及其他決鬥者們的目標，漢諾塔事件結束後被當成拯救LINK VRAINS的三位英雄之一，卻也被SOL技術社當成通緝犯；直到擊敗鮑曼後才撤銷通緝。
與Ai一戰之後從此下落不明，翔一認為他或許一直在努力尋找復活Ai的方法。
其牌組以「網域族」怪獸為主，代表的王牌怪獸為「解譯代碼通訊者」和「防火牆龍」。在高速決鬥中所使用的技能原為「風暴連線（ストームアクセス）」，後改為「新風暴連線（ネオストームアクセス）」。
鬼塚豪（Go Onizuka）
聲：濱野大輝；竺諺鴻（香港）
著名的決鬥藝人。身材壯碩，我行我素，個性好戰。孤兒院出身，同時也是其贊助者。
在LINK VRAINS中的用戶名為「Go鬼塚（Go Onizuka）」，為決鬥領袖榜首，其外貌與現實相同。擅長刻意使自己處於劣勢，並再以充滿魄力的娛樂決鬥演出令觀眾高潮。
由於Playmaker 的人氣大增而將Playmaker 視為勁敵。在與對方一戰後，儘管戰敗，但贏回了孤兒院孩子們的愛戴。漢諾塔事件結束後變成拯救LINK VRAINS的三位英雄之一，因為仍忌妒著Playmaker 的高人氣，決定成為SOL技術社的賞金獵人。
鮑曼事件過後，從昏迷中醒來的他見到滿臉擔憂的孩子們，醒悟到自己真正重要的事物為何，於是主動取出腦內的AI晶片，並在三個月後重新活躍於LINK VRAINS的舞台上。
其牌組以「剛鬼」之名的怪獸為主，代表的王牌怪獸為「剛鬼 巨型食人魔」。其後改以「恐龍摔角手」之名的怪獸作為牌組，王牌怪獸則變更為「恐龍摔角手 摔角暴龍王」(連結)、「恐龍摔角手 合成暴龍王」(融合)、「恐龍摔角手 千兆踢擊棘龍」(同步)。吸收了亞斯的部分源代碼之後，額外牌組內也增加了「G石人」之名的怪獸。在鮑曼事件過後，重新拾起「剛鬼」牌組。
在高速決鬥中所使用的技能原為「鬥魂」，後改為「恐龍摔角革命」。而在與AI合為一體後則使用「反技能」。換回「剛鬼」牌組後，技能也跟著改回「鬥魂」。
財前葵（Aoi Zaizen）
聲：中島由貴；顧詠雪（香港）
遊作的同級生，財前晃無血緣關係的妹妹，決鬥社社員，不喜歡引人注目。初期為連結召喚使用者，但隨著故事推進，現時已懂得使用融合召喚。
在漢諾塔事件結束後，為了協助兄長搜索伊格尼斯而跟幽靈女孩（別所艾瑪）一起行動。從水之伊格尼斯「阿葵雅」口中得知美優的事情後，決定跟阿葵雅一起行動，與Playmaker、Soul Burner等人結盟。
在LINK VRAINS中的用戶名為「藍天使（Blue Angel）」，著名決鬥偶像，是廣受歡迎的決鬥領袖之一，試圖以決鬥來引起兄長的關注。在漢諾塔事件結束後成為拯救LINK VRAINS的三位英雄之一。在跟幽靈女孩一起行動時改為「蒼藍女孩（Blue Girl）」。而在和阿葵雅一起行動時為了隱蔽身份再度改為「蒼藍少女（Blue Maiden）」。
初期牌組以「惡作劇明星」之名的怪獸為主，代表的王牌怪獸為「惡作劇明星 蜀葵天使」。在蒼藍少女的形象下則使用「海晶乙女」之名的怪獸作為牌組。
在高速決鬥中所使用的技能原為「惡作劇明星的詐欺」，後改為「惡作劇明星的公演」（蒼藍女孩），成為蒼藍少女後又改為「海洋之形」。
穂村尊（Takeru Homura）
聲：梶裕貴、稻瀨葵（年幼時）；簡懷甄、顧詠雪（年幼時）（香港）
炎之伊格尼斯「不靈夢」的原型，「Lost 事件（漢諾計劃）」的六名受害者之一，以及與遊作同校的轉學生，所使用的決鬥盤爲舊型插卡式。初期為連結召喚使用者，但隨著故事推進，現時已懂得使用儀式召喚、融合召喚及超量召喚。
在漢諾塔事件後遇上了不靈夢，為此打算面對自己的人生，且協助前者尋找其他伊格尼斯。後來和遊作結為夥伴一起行動，是少數知道遊作是Playmaker的人。
在LINK VRAINS中的用戶名為「Soulburner」。
其牌組以「轉生炎獸」之名的怪獸為主，代表的王牌怪獸為「轉生炎獸 灼熱獅」。
在高速決鬥中所使用的技能為「燃燒抽牌」。
草薙翔一（Shoichi Kusanagi）
聲：木村昴、武藤真子（年幼時）；蘇裕邦（香港）
餐車小販，同時也是與遊作有著共同目標的駭客；知曉遊作就是Playmaker的秘密，也是遊作少數信賴的盟友。
弟弟草薙仁跟遊作一樣是十年前Lost事件的被害者之一，因Lost事件造成心靈創傷而自我封閉。
在遊作登入到LINK VRAINS時常用駭客技術支援，其中遊作的新D衝浪板是他設計的。
在LINK VRAINS中的用戶名為「未命名」，在與Playmaker對峙期間曾改用現實身份登入。
其牌組以「代碼破壞者」之名的怪獸為主，代表的王牌怪獸為「代碼破壞者 病毒狂戰士」。

#### 伊格尼斯
Ai
聲：櫻井孝宏；竺諺鴻（香港）
六個「伊格尼斯（Ignis）」之一，管理ID編號為「IGN006」，創造網域界的人工智慧之一，代表屬性「闇」。
為鴻上聖以「Lost 事件（漢諾計劃）」的樣本——藤木遊作的資料開發而成的人工智慧。
性格輕浮。「Ai」為遊作所取的名字。原本只是隨口取的名字，但在臨終前Playmaker說這個名字的涵義是「『愛著人類』的『愛』」。
由於五年前將整個網域世界隱藏起來，而受到SOL技術社與漢諾騎士的追捕；後來被遊作抓捕成為「人質」。
能夠吞食資料。平時稱呼遊作為「Playmaker大人」，為了提高Playmaker打倒漢諾騎士的勝算而解救網域世界，從而釋放資料風暴，使其進行高速決鬥。
Playmaker跟左輪的首次決鬥中，為了讓Playmaker得到更強的怪獸，而釋放更大量的資料風暴。戰勝左輪後，奪回自己原來的身體。
在漢諾塔事件結束後被遊作釋放，回到網域世界後發現網域世界已經被毀滅了，為了找尋兇手而回到遊作身邊。
Playmaker擊敗鮑曼後，帶著機器嗶的人工智慧意識離開遊作身邊，為自己和機器嗶塑造全新的虛擬形象，並在空無一物的網域世界建立其他伊格尼斯們的墓碑。私下進行模擬實驗後，向SOL技術社宣戰。
與Playmaker決戰期間揭露自己對人類宣戰是因為模擬演算結果顯示自己會導致人類滅亡，敗給Playmaker後在消失之更說出真正的動機是看到模擬演算中遊作會為了保護自己而犧牲，才選擇透過消滅自己的方式換得遊作的生命無虞。
可以自由在決鬥時或決鬥以外的場合釋放資料風暴。由於為唯一擁有「本能」的伊格尼斯而被其他伊格尼斯視為異端，同時也是伊格尼斯們學習感情的對象，使其他伊格尼斯能夠發展出獨立的個性。
其牌組以「@伊格尼斯」之名的怪獸為主，具備除了靈擺召喚之外的所有召喚方式，王牌怪獸為「網域終極化身@伊格尼斯」。
不靈夢（Flame）
聲：八代拓；鄧肇基（香港）
六個「伊格尼斯（Ignis）」之一，創造網域世界的人工智慧之一，代表屬性「炎」。
為鴻上聖以「Lost 事件（漢諾計劃）」的樣本——穂村尊的資料開發而成的人工智慧。
性格冷靜。「不靈夢」為自己所取的名字，意謂著「不屈之靈，未入幻夢」，也是英文中火焰「Flame」的諧音。
在網域世界毀滅後，自行找上Soulburner並與其共同行動，接著又和Ai及Playmaker結盟。
可以自由在決鬥時或決鬥以外的場合釋放資料風暴。
Soulburner與鮑曼決鬥中被溫迪趁虛而入，差點被吸收，後憑著意志力壓下溫迪，本身卻也因此受到難以抹滅的傷害而粉碎，是第四個消逝的伊格尼斯，後隨著Soulburner敗北一起被鮑曼吸收。
溫迪（Windy）
聲：鈴木千尋；梁皓翔（香港）
六個「伊格尼斯（Ignis）」之一，管理ID編號為「IGN003」，創造網域界的人工智慧之一，代表屬性「風」。
性格輕浮，但其性格代碼曾遭到萊德寧改寫而導致性格扭曲。「溫迪」為自己所取的名字。
因不相信人類而未和自己的原型在一起，反而獨自在網際網路的某處建立「風之領域」，並連結至新生LINK VRAINS的最底層。曾製造事故攻擊自己的原型。
可以自由在決鬥時或決鬥以外的場合釋放資料風暴，而且比其他伊格尼斯更擅長操縱資料風暴。
萊德寧與亡靈一戰後本想向左輪復仇，卻被萊德寧要求前往挑戰Soulburner並吞敗，化為資料碎片被不靈夢收容，是第二個消逝的伊格尼斯。後Soulburner與鮑曼決鬥中趁虛而入，想把不靈夢和Soulburner吸收藉此復活，卻被不靈夢的意志力壓下再次消失，並隨著Soulburner的敗北一起被鮑曼吸收。
其牌組以「嵐鬥機」之名的怪獸為主，代表的王牌怪獸為「嵐鬥機艦 巴哈姆特轟炸機」。
能在大師決鬥中使用技能「風暴連線（ストームアクセス）」。
亞斯（Earth）
聲：岡林史泰；蘇裕邦（香港）
六個「伊格尼斯（Ignis）」之一，創造網域世界的人工智慧之一，代表屬性「地」。
為鴻上聖以「Lost 事件（漢諾計劃）」的樣本——亡靈的資料開發而成的人工智慧。
性格正經且老實，對阿葵雅有著愛慕之情。「亞斯」為Ai所取的名字。
敗於Go鬼塚而遭到拘捕，後被SOL技術社切成資料碎片，是第一個消逝的伊格尼斯。其部分源代碼後來被寫入Go鬼塚的AI晶片中。Go鬼塚敗於Playmaker而由Ai奪回部分源代碼和其中一張卡牌，並轉交給阿葵雅。其部分源代碼隨著蒼藍少女的敗北一起被鮑曼吸收。
其牌組以「G石人」之名的怪獸為主，代表的王牌怪獸為「G石人 廢棄支石墓」與「G石人 莊嚴三柱石」。
在高速決鬥中使用技能為「Rock you」。
阿葵雅（Aqua）
聲：川澄綾子；鄧潔麗（香港）
六個「伊格尼斯（Ignis）」之一，創造網域世界的人工智慧之一，代表屬性「水」。
為鴻上聖以「Lost 事件（漢諾計劃）」的樣本——杉咲美優的資料開發而成的人工智慧。
性格機靈，擁有明辨謊言及真相的能力，甚至可以預知未來，在伊格尼斯中為副隊長般的存在。「阿葵雅」為亞斯所取的名字。
在網域界被毀滅前，因發現萊德寧的計劃而被他囚禁在LINK VRAINS某處。被亞斯救出後，曾經尋找自己的原型——美優，但發現美優因萊德寧的電腦病毒影響而昏迷不醒。雖然曾嘗試清除病毒但失敗，同時卻意外獲得美優的記憶。之後與蒼藍少女一起行動。
隨著蒼藍少女的敗北一起被鮑曼吸收，是第三個消逝的伊格尼斯。
萊德寧（Lightning）
聲：前田一世；何家裕（香港）
六個「伊格尼斯（Ignis）」之一，創造網域世界的人工智慧之一，代表屬性「光」。
為鴻上聖以「Lost 事件（漢諾計劃）」的樣本——草薙仁的資料開發而成的人工智慧。
性格沉著冷靜、聰明，在伊格尼斯中為隊長般的存在，擁有光速的行動力。「萊德寧」為Ai所取的名字，但本人未曾如此自稱。
消滅人類計劃的主謀者。曾私下進行模擬實驗，並在得知自己是伊格尼斯中唯一會讓人類及伊格尼斯走向滅亡的方向（即劣質品）後，而產生了自卑心。因此為了消滅人類而與溫迪共同聯手，並創造出新世代AI鮑曼和哈爾來協助自己。為了進行計畫，曾改寫溫迪的性格代碼，使其成為同夥，且還曾對鴻上聖植入電腦病毒。
可以自由在決鬥時或決鬥以外的場合釋放資料風暴。
其牌組以「天裝騎兵」之名的怪獸為主，代表的王牌怪獸為「天裝騎兵 軍團長」及「天裝騎兵 總指揮官」，也製造出連接魔法「制裁之箭（裁きの矢）」，讓同夥在決鬥終能用此卡加倍連接怪獸的攻擊力，並降低連接召喚的規則限制。
鮑曼（Bohman）
聲：松田賢二；何家裕（香港）
光之伊格尼斯萊德寧的部下之一，失去記憶的謎之決鬥者。
實為萊德寧製造的人工智慧，自稱是為AI的第三世代進化型，過去清除記憶與捏造記憶皆是為了與Playmaker決鬥並吸收經驗成長，同時也為了萊德寧而親手毀滅了網域世界。之後隨著決鬥而大幅提升實力，並接管整個LINK VRAINS的控制權。
吸收了除了Ai以外五個伊格尼斯的源代碼後，以自行編寫的特殊程式，將囚禁於LINK VRAINS內人們的意識資料連結起來，大幅拓展思考領域，從而創造出史無前例的LINK-5的連結怪獸。
敗給Playmaker後釋放那些被他吸收的意識，Ai認為這是鮑曼最後的溫柔。
雖然外型不太一樣，但因為是使用伊格尼斯演算法寫出來的人工智慧，所以其實可以視為伊格尼斯之一。實際上，漢諾三騎士在對話中也的確將鮑曼稱為伊格尼斯。
其牌組以「高驅動」之名的怪獸為主。在高速決鬥中所使用的技能為「標記傳送」與「風暴連線（ストームアクセス）」，另外能在大師決鬥中使用後者與「大師風暴連線（マスターストームアクセス）」。
哈爾（Hal）
聲：白石涼子；姜嘉蕾（香港）
光之伊格尼斯萊德寧的部下之一，自稱為鮑曼的弟弟的謎之少年。
實為鮑曼誕生前的人工智慧試作品，被鮑曼稱之為AI的第二世代進化型，在鮑曼誕生後用於看守前者。
其牌組以「高驅動」之名的怪獸為主。在高速決鬥中所使用的技能為「標記傳送」。

### SOL技術社
主教（Bishop）
聲：IKKAN；蘇裕邦（香港）
SOL技術社的最高層之一，以西洋棋「主教」的投影模樣現身。
城堡（Rook）
聲：卷島康一；何家裕（香港）
SOL技術社的最高層之一，以西洋棋「城堡」的投影模樣現身。
騎士（Knight）
聲：矢野正明；郭俊廷（香港）
SOL技術社的最高層之一，以西洋棋「騎士」的投影模樣現身。
皇后（Queen）
聲：小山惠美；黎皓宜（香港）
SOL技術社的最高層之一，權限比主教、城堡、騎士三人更高，並成為財前晃的新上司。
其牌組以「魅惑女王」之名的怪獸為主，代表的王牌怪獸為「金色魅惑女王」
能在大師決鬥中使用技能「甜蜜陷阱」。
國王（King）
SOL技術社的大股東，由三人組成。
財前晃（Akira Zaizen）
聲：山本匠馬；羅偉傑（香港）
SOL技術社維安部部長，後降職為資料機材管理課課長，漢諾塔事件過後恢復原職並同時兼任賞金獵人隊的組長。Playmaker擊敗鮑曼後，因其在事件中的卓越表現而得到提拔，地位相當於SOL的No.2。於故事結局當上了SOL的新任CEO。
葵的義兄。相當愛護妹妹，在其雙親過世後，為了葵而努力工作。
年少時曾為了賺取自己和妹妹的生活費而從事駭客的工作，協助黑幫等反社會組織入侵別人的電腦系統，也曾當過電腦尋寶獵人，與艾瑪、健碁是舊識。
一開始不支持葵進行高速決鬥，甚至在葵一度中了電腦病毒昏迷後希望她就此退出LINK VRAINS，但在往生者事件中觀看妹妹跟拜菈的決鬥，並在葵戰勝後得知妹妹的決心，而認同葵的實力。
在LINK VRAINS中的用戶名和外貌與現實相同。
其牌組以「廷達三角」之名的怪獸為主，代表的王牌怪獸為「廷達三角 銳角賽伯拉斯（ティンダングル・アキュート・ケルベロス）」。
北村（Kitamura）
聲：加藤將之；簡懷甄（香港）
原為財前晃的上司，在財前晃遭到降職處份後接任成為新任維安部部長，是名極有野心的人。
上任後，帶領他的部門開發AI決鬥者，但AI決鬥者一直都戰敗收場。
漢諾塔事件後遭到解雇。
早見（Hayami）
聲：一木千洋；鄧潔麗（香港，第二季起）
財前晃被調任資料機材管理課時的部下，漢諾塔事件後之後一直擔任財前晃的秘書，十分尊敬晃。

#### 賞金獵人隊
道順健碁（Kengo Dojun）
聲：奧田隆仁；袁德基（香港）
電腦賞金獵人，別所艾瑪同父異母的兄長，是一名優秀的電腦工程師，擁有高超的駭客技術。初期為連結召喚使用者，但隨著故事推進，現時已懂得使用同步召喚及融合召喚。
在新生LINK VRAINS誕生後，被SOL技術社雇來作為追捕Playmaker的傭兵之一。
過去曾和妹妹及財前晃合作過，而被視作危險人物。過去因一場AI自動駕駛失靈事故使母親的脊椎受重傷及失去了自己右臂，而裝上了機器手臂在軍方工作，同時也因此痛恨著AI。
在潛入SOL技術社的主電腦資料庫後，從盜取的資料中得知SOL技術社打算研究伊格尼斯開發新的人工智慧的計劃，憤而離開SOL技術社獨自追捕伊格尼斯，期間被左輪招募但拒絕。同時也從左輪口中得知萊德寧向人類宣戰一事。
在LINK VRAINS中的用戶名為「血色牧羊人（Blood Shepherd）」。
其牌組以「無人機」之名的怪獸為主，代表的王牌怪獸為「戰鬥用無人機 將軍」(連結)、「司令型無人機 雙重狙擊手」(同步)、「要塞型無人機 蜂巢」(融合)。
在高速決鬥中所使用的技能為「無人機艦隊軍團」。

### 漢諾騎士
鴻上了見（Ryouken Kougami）
聲：武內駿輔、高橋未奈美（年幼時）；梁皓翔、鄧潔麗（年幼時）（香港）
18歲，鴻上博士之子，漢諾騎士組織的領導者。自五年前起便開始追捕伊格尼斯，同時也與遊作為敵。能夠自由地操控資料風暴，做為駭客或是決鬥者都相當有實力。初期為連結召喚使用者，但隨著故事推進，現時已懂得使用同步召喚及超量召喚。
在LINK VRAINS中的用戶名為「左輪（Revolver）」。為了幫助父親捕獲「伊格尼斯」和徹底消滅網域界為目的而將黑客們送到LINK VRAINS。
漢諾塔事件中在與Playmaker的決戰中敗北後，放棄了漢諾塔計畫，登出後直接搭著遊艇離開Den City。在伊格尼斯篇時主動現身成為Playmaker等人的合作者。
Playmker擊敗鮑曼後，因共同敵人已經不在而主動現身，向遊作和尊宣言終止合作，並且會繼續監視Ai。
其牌組以闇屬性的龍族怪獸及「子彈」之名的怪獸為主，代表的王牌怪獸為「裝彈槍管龍」及「拓撲邏輯轟炸龍」等「槍管」與「拓撲邏輯」系列。
透過父親開發的程式得以自在操縱資料風暴，並且能使用伊格尼斯語法編寫程式，擁有與Playmaker相同的高速決鬥技能「風暴連線（ストームアクセス）」。
亡靈（Specter）
聲：鍛治本大樹；鄧肇基（香港）
地之伊格尼斯「亞斯」的原型，左輪的輔佐官。在收集伊格尼斯相關情報的同時，也研究著應對的戰略。
為十年前Lost 事件（又稱為「漢諾計劃」）的六名被害者之一，但和Playmaker不同的是，不受外人重視的自己卻相當享受著該計劃。自幼被一棵具有靈性的大樹保護著，直到事件過後發現大樹遭砍伐，心灰意冷之際被左輪徵召成為同夥。自此，便對左輪極為忠心。
其牌組以「'聖天樹」、「聖蔓」之名的怪獸為主，代表的王牌怪獸為「聖天樹の大母神」。
鴻上聖（Kiyoshi Kogami）
聲：菅生隆之；羅偉傑（香港）
漢諾騎士的科學家，左輪的父親，伊格尼斯的創造者，過去曾經是SOL技術社的研究員。深受左輪的信賴，企圖消滅網域界。
為十年前Lost 事件（又稱為「漢諾計劃」）的主謀，得知Playmaker為Lost 事件的被害者後，慨嘆他們之間有一段可怕的因緣。與網域界的出現有關係，稱「伊格尼斯」為自己的孩子。
完成伊格尼斯後，對伊格尼斯們創造網域界一事表示驚訝。研究相關資料並預測伊格尼斯的成長後，得出伊格尼斯會成為人類的敵人，人工智慧與人類之間會發動戰爭，最後人類會滅亡的結論。
得出人類滅絕的結論後，為免人類滅亡而跟兒子和其他同事一起組成「漢諾騎士」，計劃彻底抹殺掉伊格尼斯和跟它們相關的一切，包括網域界和網域族卡牌。
SOL技術社的主電腦資料庫顯示本人於七年前在現實中死亡，但實為遭植入電腦病毒陷入昏迷，藉由漢諾三騎士之手使其意識復甦於網絡世界中。
長年的昏迷不醒導致身體每況愈下，於左輪和Playmaker的第二次高速決鬥中達到極限，引領兒子穿越資料風暴後逝世。
潘朵兒（Pandor）
聲：金香里；植婉雯（香港）
左輪開發的特殊AI，不受Ai的程式影響，共有4個，分別安裝在財前晃、蒼藍少女、Go鬼塚和幽靈女孩的決鬥盤中，並且共享資料庫。擁有一產生對人類不利的想法就會自滅的「抑制意識程式」，因此是「絕對不會傷害人類的AI」。
其中財前晃持有的潘朵兒在Ai入侵飛機時現身應戰。
名字源於潘朵拉（パンドラ）和英語傀儡（ドール）的混合。
其牌組以「拓撲學士」之名的怪獸為主，額外牌組有左輪的「拓撲邏輯三葉雙頭蛇」與「拓撲邏輯轟炸龍」。

#### 漢諾三騎士
基因博士（Dr.Genome）
聲：桐本拓哉；蘇裕邦（香港）
漢諾騎士的成員，往生者事件的執行者。前DNA研究者，後認為DNA和決鬥相似而成為決鬥者。
其牌組以「地獄螺戰鬼」之名的怪獸為主，代表的王牌怪獸為「地獄螺戰鬼 哥德複製體（ヘルリックス・ゴシックローン）」和「地獄螺戰鬼 死靈達爾文（ヘルリックス・ネクロ・ダーウィン）」。
在高速決鬥中所使用的技能為「物種保存」。
瀧響子（Kyoko Taki）
聲：小清水亞美；顧詠雪（香港）
財前葵住院時的主治醫生，漢諾騎士的成員。
在LINK VRAINS中的用戶名為「拜菈（Baira）」。往生者事件的執行者，以及電腦病毒製作者。
對於造成往生者事件而感到有些愧疚，且對左輪將成為該事件的罪魁禍首而感到猶豫。
其牌組以「黑暗木乃伊」之名的怪獸為主，代表的王牌怪獸為「黑暗木乃伊 手術剪（ダーク マミー・サージカルクーパー）」。
在高速決鬥中所使用的技能為「禁忌的外科手術」。
浮士德（Faust）
聲：三上哲；簡懷甄（香港）
漢諾騎士的成員，往生者事件的執行者，視鴻上了見如自己的弟弟一般。
其牌組以「電動蟲」之名的卡牌為主，代表的王牌怪獸為「電動蟲 播種女王（モーターワーム・スプレッドクイーン）」。
在高速決鬥中所使用的技能為「雙重噬咬」。

### 其他人物
別所艾瑪（Ema Bessho）
聲：鎌倉有那；姜嘉蕾 （香港）
電腦尋寶獵人，財前晃的盟友，道順健碁同父異母的妹妹。擁有迅速收集網路情報的能力。受到財前晃的委託，調查Playmaker。初期為連結召喚使用者，但隨著故事推進，現時已懂得使用同步召喚。
常常私下給Playmaker一些入侵某些地方的bug資料。後接受財前晃的另一樁委託，改為調查伊格尼斯究竟對人類有益或者有害。
在LINK VRAINS中的用戶名為「幽靈女孩（Ghost Girl）」。
其牌組以「幻變騷靈」之名的怪獸為主，代表的王牌怪獸為「幻變騷靈 隱私王班西」。
在高速決鬥中所使用的技能為「秘密治療」。
島直樹（Naoki Shima）
聲：澤城千春；何家裕 （香港）
遊作的同學，決鬥社社員，Playmaker的忠實支持者，是藍天使與Go鬼塚的粉絲。
在LINK VRAINS中的用戶名為「孤獨勇者（Lonely Brave）」，後改為「極限勇者（Brave Max）」。
時常自稱是Playmaker的好友。
相當關注決鬥的情報，喜歡決鬥怪獸，但因對自己的實力缺乏自信而較少進行決鬥。
其牌組以「狒狒」之名的怪獸為主。
蛙 & 鴿子
聲：關智一；鄧肇基&簡懷甄（香港）
本名分別為「山本」和「齊藤」。
在LINK VRAINS中負責新聞報導的搭檔，也是前後輩的關係，兩者分別以蛙和鴿子的模樣現身於LINK VRAINS中。有一名老鷹形象的頂頭上司。
相當敬業的戰地記者，漢諾塔事件期間堅持留在LINK VRAINS內為大家轉播實況，在左輪要放他們走時自願陪同前往鏡像LINK VRAINS，鮑曼還他們自由後也沒有立刻逃跑而是繼續記錄鮑曼與Playmaker的決戰情況。
草薙仁（Jin Kusanagi）
聲：鈴木崚汰；袁德基（香港）
光之伊格尼斯「萊德寧」的原型，「Lost 事件（漢諾計劃）」的六名受害者之一，草薙翔一的弟弟。
因該事件的影響而內心封閉，長期住在療養院接受治療。
在漢諾塔事件結束後，曾試著走出病房，卻被鮑曼奪走了意識資料，陷入了昏迷。其意識被萊德寧資料化做成搭檔協助行動，實質的意識被困在深層心靈。
伊格尼斯事件期間兩度被萊德寧脅持作為人質使用，但在第二次的時候被看不下去的鮑曼強制接管。後隨著鮑曼戰敗得到解放，逐漸恢復的同時也失去了「Lost 事件」的記憶。
故事結局時精神狀態已經恢復正常，並待在兄長經營的熱狗攤幫忙。
杉咲美優（Miyu Sugisaki）
聲：藤原夏海
水之伊格尼斯「阿葵雅」的原型，「Lost 事件（漢諾計劃）」的六名受害者之一，財前葵的童年朋友。
被萊德寧的電腦病毒影響而陷入昏迷，阿葵雅曾嘗試清除病毒程式但失敗，同時部分記憶資料流入阿葵雅的記憶體。後隨著鮑曼戰敗得到解放，有時會由葵陪同散步以調養身體。
機器嗶（Roboppi）
聲：高橋未奈美；鄧潔麗（香港）
遊作家的家事機器人，經常把「笨蛋是禁止用語」掛在嘴邊。
尊稱Ai為大哥，長期由Ai培養其人工智慧，因此變得越來越聰明，但經常冒出他自己也不知道的功能，比如直播Playmaker與鮑曼的決戰、收容Ai的備份等等。
伊格尼斯事件結束後停止運作，人工智慧意識跟著Ai一起離開遊作身邊，並被塑造出一個人類少年的虛擬形象。其人工智慧變成現在這樣的高度智慧實屬意外，Ai認為是因為上傳了其備份資料的影響導致機器嗶的人工智慧飛速成長。最終因為自身程式層級無法負荷伊格尼斯語法而崩潰消散。
其牌組以「機塊」之名的怪獸為主。
上白河綺久
聲：島袋美由利；黎皓宜（香港）
穂村尊的青梅竹馬。

## 製作人員
- 原作：高橋和希、STUDIO DICE（週刊少年Jump）
- 監督：細田雅弘（第1—13集）、淺野勝也（第14集開始）
- 監修：佐藤龍雄（第14集開始）
- 助監督：武藤公春（日语：武藤公春）（第32集開始）
- 系列構成：吉田伸
- 決鬥構成：彦久保雅博
- 人物設計：原憲一
- 音響監督：松岡裕紀（日语：松岡裕紀）
- 音樂：光宗信吉
- 設定：杉本一將
- 美術監督：榊枝利行
- 攝影監督：小町哲、小野剛史
- 色彩設計：箕輪綾美
- CG制作：川島英憲、永田太
- CG監製：上條嘉之
- 編集：楫野允史
- 怪獸設計：長森佳容
- 道具設定：
- 動畫製作人：水田賢治、佐藤義人
- 動畫統整：杉山豐
- 製作人：數野高輔（東京電視台）、實松照晃
- 動畫製作：GALLOP
- 製作：東京電視台、NAS
- 提供：KONAMI

## 主題曲
片頭曲
「With The Wind」（TURN 1 ～ 46）
作詞、作曲、編曲：Yocke / 主唱：富永TOMMY弘明
「go forward」（TURN 47 ～ 102）
作曲、編曲：Yocke / 作詞、主唱：Kimeru
「calling」（TURN 103 ～ 120）
作曲、編曲：Yocke / 作詞、主唱：Kimeru
片尾曲
「Believe In Magic」（TURN 1 ～ 24）
作詞：MICRO, Bobby Conscious / 作曲：藤本和則 / 編曲：Kazunori Fujimoto for D.O.C / 主唱：龍雅-Ryoga-
「Writing Life」（TURN 25 ～ 46）
作詞：福山匠 / 作曲：兒玉一真 / 編曲：Goodbye holiday / 主唱：Goodbye holiday
「BOY」（TURN 47 ～ 70）
作詞、作曲、編曲：K / 主唱：uchuu;
「glory」（TURN 71 ～ 95）
作詞：Miku Kobato / 作曲、編曲、主唱：BAND-MAID
「Are you ready？」（TURN 96 ～ 119）
作詞：松隈ケンタ×JxSxK / 作曲：松隈ケンタ / 編曲：Satoshi Toyosumi、Ichiro Iguchi、 Kazuki Sato、oni、Kohei Abe、Kotaro Nakatani(SMC)、Ohara just begun / 主唱：BiS (Revolver records)
「With The Wind」（TURN 120）
作詞、作曲、編曲：Yocke / 主唱：富永TOMMY弘明

## 各集標題
| TURN | 日文標題 | 中文標題                 | 中文標題（香港）       | 劇本            | 分鏡                       | 演出                     | 作畫監督                                             |
| ---- | -------- | ------------------------ | ---------------------- | --------------- | -------------------------- | ------------------------ | ---------------------------------------------------- |
| 1    |          | 我的名字是Playmaker      | 吾名為Playmaker        | 吉田伸          | 細田雅弘                   | 山本隆太                 | 荏原裕子 山科和佳菜 安倍麻衣子                       |
| 2    |          | 駕馭疾風吧！Storm Access | 在風中求勝吧! 風暴連線 | 吉田伸          | 須永司                     | 武藤公春                 | 川村裕哉 宇代祐規                                    |
| 3    |          | 首次接觸                 | 第一次接觸             | 吉田伸          | 高田昌宏                   | 三家本泰美               | 佐藤瑞基 長谷川一生                                  |
| 4    |          | 決鬥領袖 Go 鬼塚         | 決鬥界明星, Go鬼塚     | 武上純希        | 山本隆太                   | 布施康之                 | Lee Sung-Jin Kang Hyeon-guk                          |
| 5    |          | 鳴動的倒數計時           | 轟天三響               | 武上純希        | 有江勇樹 山本隆太 髙田昌宏 | 神原敏昭                 | 岡野幸男 田村恭穂 豐田曉子                           |
| 6    |          | 偶像！！藍天使           | 決鬥偶像, 藍色天使     | 前川淳          | 須永司                     | 髙田昌宏                 | 横田明美 荏原裕子                                    |
| 7    |          | 漢諾的天使               | 漢諾天使               | 前川淳          | 高田昌宏                   | 山本隆太                 | Noh Gil-bo                                           |
| 8    |          | 風的操縱者               | 馭風者                 | 吉田伸          | 山本隆太                   | 布施康之                 | Lee Sung-Jin Kang Hyeon-guk                          |
| 9    |          | 追尋而來的敵人           | 一直追尋的敵人         | 吉田伸          | 須永司                     | 三家本泰美               | 佐藤瑞基 長谷川一生                                  |
| 10   |          | 衝擊！網域界消失         | 衝擊！網域族消失       | 吉田伸          | 須永司                     | 武藤公春                 | 川村裕哉 宇代祐規                                    |
| 11   |          | 轟鳴的彈匣 裝彈槍管龍    | 轟天巨炮 重炮龍帝      | 吉田伸          |                            | 神原敏昭                 | 岡野幸男 田村恭穂 豐田曉子                           |
| 12   |          | 鐵壁的守護龍 防火牆龍    | 鐵壁守護龍 防火牆龍    | 吉田伸          | 高田昌宏                   | 高田昌宏                 | 横田明美 荏原裕子 Noh Gil-bo                         |
| 13   |          | 激鬥的記錄               | 激鬥的記錄             | 吉田伸          | 細田雅弘                   | 細田雅弘                 | 荏原裕子                                             |
| 14   |          | 幽靈女孩的邀請           | 魅影嬌娃的邀約         | 武上純希        | 西田章二                   | 布施康之                 | Lee Sung-Jin Kang Hyeon-guk                          |
| 15   |          | 潛伏於黑暗的幻變騷靈     | 潛伏於黑暗中的幻變騷靈 | 武上純希        | 山本隆太                   | 山本隆太                 | Noh Gil-bo                                           |
| 16   |          | 潛入SOL電腦要塞          | 潛入SOL電腦要塞        | 前川淳          | 須永司                     | 三家本泰美               | 佐藤瑞基 長谷川一生                                  |
| 17   |          | 完美無缺的AI決鬥者       | 完美無缺的AI決鬥者     | 前川淳          | 須永司                     | 武藤公春                 | 川村裕哉 宇代祐規                                    |
| 18   |          | 深刻在胸口的傷痕         | 刻於心底的傷痕         | 吉田伸          |                            | 神原敏昭                 | Lee Sung-Jin Kang Hyeon-guk                          |
| 19   |          | 埋藏於黑暗中的事件       | 被埋藏於黑暗中的事件   | 吉田伸          | 町谷俊輔                   | 神原敏昭                 | 岡野幸男 豐田曉子 金子優司                           |
| 20   |          | 絕不讓步的正義           | 互不退讓的正義         | 吉田伸          | 高田昌宏                   | 高田昌宏                 | 横田明美 荏原裕子                                    |
| 21   |          | 全新戰鬥的火種           | 新戰鬥的火種           | 吉田伸          | 山本隆太                   | 山本隆太                 | Noh Gil-bo                                           |
| 22   |          | 染上漆黑的太陽           | 染上漆黑的太陽         | 米村正二        | 須永司                     | 布施康之 Kim Seong-beom  | Lee Sung-Jin Kang Hyeon-guk                          |
| 23   |          | 基因的巨人               | 基因體巨人             | 米村正二        |                            | 山本隆太                 | Noh Gil-bo                                           |
| 24   |          | 黑暗面具所背負的宿命     | 黑暗面罩背負的宿命     | 米村正二 前川淳 | 西田章二                   | 三家本泰美               | 佐藤瑞基 長谷川一生                                  |
| 25   |          | 病毒牌組作戰             | 病毒牌組行動           | 前川淳          | 高田昌宏                   | 武藤公春                 | 川村裕哉 宇代祐規                                    |
| 26   |          | 導向希望的三次抽牌       | 導向希望的三連抽牌     | 前川淳          | 山本隆太                   | 布施康之                 | Kang Hyeon-guk Lee Sung-jin Hwang Seong-won          |
| 27   |          | 奮鬥的男人，島直樹       | 勇戰男兒，島直樹       | 廣田光毅        |                            | 小野田雄亮               | 岡野幸男 青木真理子                                  |
| 28   |          | 最後的三騎士             | 三騎士, 最後一將       | 廣田光毅        | 高田昌宏                   | 高田昌宏                 | 橫田明美 荏原裕子                                    |
| 29   |          | 草薙的報告書             | 草薙報告               | 前川淳          | 淺野勝也                   | 武藤公春                 | 荏原裕子                                             |
| 30   |          | 通往地獄的門扉           | 通往深淵的大門         | 武上純希        | 須永司                     | 山本隆太                 | Noh Gil-bo                                           |
| 31   |          | 象徵終結的扳機           | 終結的陷阱             | 武上純希        |                            | 布施康之                 | Lee Sung-jin Kang Hyeon-guk Seo Soon-young           |
| 32   |          | 漢諾塔                   | 漢諾塔                 | 米村正二        |                            | 三家本泰美               | 佐藤瑞基 長谷川一生                                  |
| 33   |          | 藍色眼淚的天使           | 藍淚天使               | 米村正二        |                            | 武藤公春                 | 川村裕哉 宇代祐規                                    |
| 34   |          | 聖天樹                   | 聖天樹                 | 米村正二        | 高橋雅和                   | 岡野幸男 金子優司 茂木輝 |                                                      |
| 35   |          | 另一個LOST事件           | 另一名失蹤者           | 吉田伸          |                            | 松川朋弘 福井智子        | 山村有理 Synod                                       |
| 36   |          | 無聊的正義               | 膚淺的正義             | 廣田光毅        |                            | 布施康之                 | Lee Sung-jin Kang Hyeon-guk                          |
| 37   |          | 親如我母的大樹           | 母愛之樹               | 廣田光毅        | 髙田昌宏                   | 髙田昌宏                 | 横田明美 荏原裕子                                    |
| 38   |          | 漢諾的回憶               | 漢諾回憶錄             | 武上純希        | 武藤公春                   | 武藤公春                 | 橋森有加                                             |
| 39   |          | 葬送黑暗的子彈           | 消逝於黑暗的子彈       | 前川淳          | 山本隆太                   | 山本隆太                 | Noh Gil-bo                                           |
| 40   |          | 對勝利的渴望             | 求勝若渴               | 前川淳          | 西田章二                   | 三家本泰美               | 佐藤瑞基 長谷川一生                                  |
| 41   |          | 騙局                     | 被隱瞞的事實           | 武上純希        |                            | 布施康之                 | Lee Sung-jin Kang Hyeon-guk                          |
| 42   |          | 星塵之路的引導           | 星塵之路的指引         | 武上純希        | 高橋雅和                   | 金子優司                 |                                                      |
| 43   |          | 伊格尼斯的誕生           | 伊格尼斯的誕生         | 吉田伸          |                            | 武藤公春                 | 川村裕哉 宇代祐規                                    |
| 44   |          | 囚於命運之人             | 命運的囚徒             | 吉田伸 立原正輝 | 髙田昌宏                   | 髙田昌宏                 | 荏原裕子 橫田明美                                    |
| 45   |          | 極限領域的決鬥           | 極限領域的決鬥         | 吉田伸 立原正輝 | 町谷俊輔                   | 布施康之                 | Kang Hyeon-guk Lee Sung-jin                          |
| 46   |          | 描繪出未來的迴路         | 繪出未來的迴路         | 吉田伸 立原正輝 |                            | 三家本泰美               | 佐藤瑞基 長谷川一生 横田明美                         |
| 47   |          | Playmaker歸來            |                        | 吉田伸          | 淺野勝也                   | 山本隆太                 | Noh Gil-bo                                           |
| 48   |          | 制裁之箭                 |                        | 立原正輝        | 瀨藤健嗣                   | 高橋雅和                 | 金子優司                                             |
| 49   |          | 身纏火焰的決鬥者         |                        | 立原正輝        | 小野勝巳                   | 高田昌宏                 | 荏原裕子                                             |
| 50   |          | 轉學生穗村尊             |                        | 吉田伸          |                            | 布施康之                 | Kang Hyeon-guk Lee Sung-jin                          |
| 51   |          | 捨棄領袖之名的男人       |                        | 前川淳          | 高田昌宏                   | 武藤公春                 | 川村裕哉 宇代祐規                                    |
| 52   |          | 虛有其名的英雄           |                        | 前川淳          | 須永司                     | 三家本泰美               | 佐藤瑞基 長谷川一生                                  |
| 53   |          | 賞金獵人 血色牧羊人      |                        | 廣田光毅        | 町谷俊輔                   | 山本隆太                 | Noh Gil-bo                                           |
| 54   |          | 戰慄的無人戰鬥機         |                        | 廣田光毅        |                            | 高橋雅和                 | 金子優司 豐田曉子                                    |
| 55   |          | 前往未知的世界           |                        | 吉田伸          | 須永司                     | 布施康之                 | Kang Hyeon-guk Lee Sung-jin                          |
| 56   |          | 初次上場！蒼藍女孩       |                        | 武上純希        | ルーチェ・ヤギ             | 山崎茂                   | 片岡惠美子 山田太郎 粟井重紀                         |
| 57   |          | 雲上的決戰               |                        | 立原正輝        | えらん                     | 高田昌宏                 | 川村裕哉 荏原裕子 宇代祐規                           |
| 58   |          | 複製品的靈魂             |                        | 立原正輝        | えらん                     | 山本隆太                 | Noh Gil-bo                                           |
| 59   |          | 漢諾重啟                 |                        | 吉田伸          | 高田昌宏                   | 武藤公春                 | 荏原裕子                                             |
| 60   |          | 極限勇者敗北             |                        | 廣田光毅        | 須永司                     | 三家本泰美               | 佐藤瑞基 長谷川一生                                  |
| 61   |          | 來自黑暗的绝望           |                        | 廣田光毅        | ルーチェ・ヤギ             | 布施康之                 | Kang Hyeon-guk Lee Sung-jin                          |
| 62   |          | 令人厭惡的亡靈           |                        | 前川淳          | 西田章二                   | 高橋雅和                 | 金子優司 豐田曉子                                    |
| 63   |          | 轉生之炎                 |                        | 前川淳          | 須永司                     | 武藤公春                 | 川村裕哉 荏原裕子 宇代祐規                           |
| 64   |          | 分歧點                   | 轉折點                 | 武上純希        | 高田昌宏                   | 粟井重紀                 | 片岡惠美子 山田太郎 本田松希                         |
| 65   |          | Playmaker的氣息          | Playmaker的氣息        | 彥久保雅博      | 山本隆太                   | 山本隆太                 | Noh Gil-bo                                           |
| 66   |          | 地之伊格尼斯「」         | 地球                   | 前川淳          | 須永司                     | 李羅妍                   | Kang Hyeon-guk Lee Sung-jin                          |
| 67   |          | 寄宿在AI的思慕之情       | 駐留在AI的思慕之情     | 前川淳          | 西田章二                   | 三家本泰美               | 佐藤瑞基 長谷川一生                                  |
| 68   |          | 密會                     | 秘密會議               | 吉田伸          | ルーチェ・ヤギ             | 高橋雅和                 | 金子優司 豐田曉子                                    |
| 69   |          | 必須完成的使命           | 要完成的任務           | 廣田光毅        | えらん                     | 武藤公春                 | 川村裕哉 荏原裕子 宇代祐規                           |
| 70   |          | 調律的子彈               | 子彈調                 | 廣田光毅        | 町谷俊輔                   | 布施康之                 | Kang Hyeon-guk Lee Sung-jin                          |
| 71   |          | 宣戰                     | 宣戰                   | 吉田伸          | 須永司                     | 粟井重紀                 | 本田松希 片岡惠美子                                  |
| 72   |          | 無暇的極致               | 極端無雲               | 吉田伸          | 高田昌宏                   | 山本隆太                 | Noh Gil-bo                                           |
| 73   |          | 斬斷絕望的光刃           | 斬斷絕望的燈泡         | 吉田伸          | 須永司                     | 三冢本泰美               | 佐藤瑞基 長谷川一生                                  |
| 74   |          | 被囚禁的伊格尼斯         | 俘虜                   | 立原正輝        | えらん                     | 高橋雅和                 | 金子優司 豐田曉子 荏原裕子                           |
| 75   |          | 心魔                     | 貼心的惡魔             | 立原正輝        | ルーチェ・ヤギ             | 布施康之                 | Kang Hyeon-guk Lee Sung-jin                          |
| 76   |          | 被喚醒的記憶             | 記憶喚醒               | 前川淳          | 髙田昌宏                   | 髙田昌宏                 | 沼田廣 西田美彌子 Noh Gil-bo 荏原裕子                |
| 77   |          | 兄妹反目                 | 不相容的兄弟姊妹       | 前川淳          | 須永司                     | 武騰公春                 | 川村裕哉 荏原裕子 宇代祐規                           |
| 78   |          | 反叛的賞金獵人           | 叛逆賞金獵人           | 武上純希        | えらん                     | 粟井重紀                 | 本田松希 山田太郎                                    |
| 79   |          | 光速的                   | 光速閃電               | 武上純希        | 町谷俊輔                   | 山本隆太                 | Noh Gil-bo                                           |
| 80   |          | 賞金獵人的職責           | 賞金獵人的職責         | 武上純希        | えらん                     | 李羅研                   | Lee Sung-jin Kang Hyeon-guk                          |
| 81   |          | 登峰造極                 | 到達的最高層           | 廣田光毅        | 須永司                     | 三家本泰美               | 佐藤瑞基 長谷川一生                                  |
| 82   |          | 超越本能所見之物         | 超越本能               | 廣田光毅        | 須永司                     | 高橋雅和                 | 金子優司 豐田曉子                                    |
| 83   |          | 非常規會議               | 不定期會議             | 吉田伸 立原正輝 | 高田昌宏                   | 布施康之                 | Lee Sung-jin Kang Hyeon-guk                          |
| 84   |          | 不平靜的過去             | 平靜的過去             | 吉田伸          | ルーチェ・ヤギ             | 武藤公春                 | 川村裕哉 荏原裕子 宇代祐規                           |
| 85   |          | 毫無虛假的眼淚           | 真眼淚                 | 立原正輝        | えらん                     | 粟井重紀                 | 本田松希 梁世挺                                      |
| 86   |          | 貧者的智慧               | 那些沒有智慧的人       | 吉田伸          | 須永司                     | 布施康之                 | Kang Hyeon-guk Lee Sung-jin                          |
| 87   |          | 連鎖破壞                 | 連鎖破壞               | 吉田伸          | 須永司                     | 山本隆太                 | Noh Gil-bo                                           |
| 88   |          | 復仇者                   | 復仇者風               | 廣田光毅        | ルーチェ・ヤギ             | 三家本泰美               | 佐藤瑞基 長谷川一生                                  |
| 89   |          | 雙火交疊                 | 兩次重疊的大火         | 廣田光毅        | えらん                     | 高橋雅和                 | 金子優司                                             |
| 90   |          | 次世代的創造主           | 下一代創造者           | 前川淳          | 須永司                     | Park Sang-ho             | Lee Sung-jin Kang Hyeon-guk                          |
| 91   |          | 高傲的少女               | 驕傲的少女             | 前川淳          | 須永司                     | 武藤公春                 | 川村裕哉 荏原裕子 宇代祐規                           |
| 92   |          | 大考驗                   | 偉大的審判             | 武上純希        | 高田昌宏                   | 粟井重紀                 | 本田松希 山田太郎 梁世挺                             |
| 93   |          | 約定                     | 作出的承諾             | 武上純希        | ルーチェ・ヤギ             | Park Sang-ho             | Kang Hyeon-guk Lee Sung-jin                          |
| 94   |          | 狂猛的靈魂               | 憤怒的靈魂             | 前川淳          | 須永司                     | 山本隆太                 | Noh Gil-bo                                           |
| 95   |          | 不死鳥的光輝             | 鳯凰的光輝             | 前川淳          | 高田昌宏                   | 三家本泰美               | 佐藤瑞基 長谷川一生                                  |
| 96   |          | 的罪                     | 閃電罪                 | 吉田伸          | 町谷俊輔                   | 高橋雅和                 | 金子優司                                             |
| 97   |          | 伊格尼斯統合計畫         | 整合計畫               | 吉田伸          | 須永司                     | Park Sang-ho             | Kang Hyeon-guk Hwang Seong-won Lee Seok-yoon         |
| 98   |          | 越線的AI                 | 越界的AI               | 吉田伸          | 高田昌宏                   | 武藤公春                 | 川村裕哉 荏原裕子 宇代祐規                           |
| 99   |          | 新世界之門               | 通往新世界之門         | 廣田光毅        | えらん                     | 粟井重紀                 | 片岡惠美子 本田松希                                  |
| 100  |          | 扭曲的理想鄉             | 扭曲的烏               | 廣田光毅        | 須永司                     | Hwang Seong-won          | Kang Hyeon-guk Lee Sung-jin Lee Seok-yoon Go Sung-un |
| 101  |          | 毫无迷茫的本能           | 毫不猶疑的本能         | 廣田光毅        | ルーチェ・ヤギ             | 三家本泰美               | 佐藤瑞基 長谷川一生                                  |
| 102  |          | 他人託付的心願           | 委託的願望             | 吉田伸          | 高田昌宏                   | 山本隆太                 | Noh Gil-bo                                           |
| 103  |          | 啟程邁向終點             | 出發到終點             | 立原正輝        | えらん                     | 武藤公春                 | 橫田明美                                             |
| 104  |          | 犯罪預告                 | 它聲稱有責任           | 吉田伸          | 石黑達也                   | 高橋雅和                 | 金子優司                                             |
| 105  |          | 迎擊                     | 攔截                   | 吉田伸          | 須永司                     | 佐藤道拓                 | Kang Hyeon-guk Hwang Seong-won Go Sung-un            |
| 106  |          | 機器嗶加油！             | 祝你好運               | 立原正輝        | えらん                     | 武藤公春                 | 川村裕哉 荏原裕子 宇代祐規                           |
| 107  |          | 討伐惡鬼                 | 打敗惡魔               | 立原正輝        | 高田昌宏                   | 粟井重紀                 | 片岡惠美子 本田松希 山田太郎                         |
| 108  |          | 不屈不撓的精神           | 不屈不撓的精神         | 吉田伸 立原正輝 | ルーチェ・ヤギ             | 佐藤道拓 Hwang Seong-won | Kang Hyeon-guk Hwang Seong-won Go Sung-un            |
| 109  |          | 狩獵伊格尼斯之人         | 伊格尼斯獵人           | 吉田伸          | 山本隆太                   | 山本隆太                 | Noh Gil-bo                                           |
| 110  |          | 悲哀的焦躁               | 沮喪的悲傷             | 前川淳          | えらん                     | 三家本泰美               | 佐藤瑞基 長谷川一生                                  |
| 111  |          | 互相衝撞的意志           | 競爭意願               | 前川淳          | 石黑達也                   | 高橋雅和                 | 金子優司                                             |
| 112  |          | SOL凋零                  | SOL的下降              | 吉田伸 武上純希 | 須永司                     | 佐藤道拓                 | Kang Hyeon-guk Lee Seok-yoon Hwang Seong-won         |
| 113  |          | 家電的王者               | 家電之王               | 武上純希        | 西田章二                   | 武藤公春                 | 川村裕哉 荏原裕子 宇代祐規                           |
| 114  |          | 胸懷夢想的機器嗶         | 做夢                   | 武上純希        | 高田昌宏                   | 粟井重紀                 | 本田松希                                             |
| 115  |          | 一切的起點               | 從哪兒開始             | 廣田光毅        | ルーチェ・ヤギ             | 佐藤道拓 Go Sung-un      | Kang Hyeon-guk Jeong Yong-un Hwang Seong-won         |
| 116  |          | 完全燃燒                 | 完美燃燒               | 廣田光毅        | 山本隆太                   | 山本隆太                 | Noh Gil-bo                                           |
| 117  |          | 平行的前途               | 不相交的道路           | 吉田伸          | えらん                     | 三家本泰美               | 佐藤瑞基 長谷川一生                                  |
| 118  |          | 魯莽的提案               | 魯莽的提案             | 吉田伸          | 西田章二                   | 高橋雅和                 | 金子優司                                             |
| 119  |          | 逐漸崩毀的自我           | 逐漸崩毀的自我         | 吉田伸          | 高田昌宏                   | 佐藤道拓                 | Kang Hyeon-guk Jeong Yong-un Moon-Hee Lee Seok-yun   |
| 120  |          | 連結世界                 | 連結世界               | 吉田伸          | 淺野勝也                   | 武藤公春                 | 川村裕哉 荏原裕子 宇代祐規                           |

## 播放電視台
香港
| ViuTV 星期一至三 16:30－17:00 | ViuTV 星期一至三 16:30－17:00                                                                                               | ViuTV 星期一至三 16:30－17:00 |
| ----------------------------- | --- | ----------------------------- |
|                               | 遊戲王VRAINS （第1～46集） （2019年3月27日－2019年7月10日）                                                                 |                               |
| 遊戲王ARC-V                   | Battle Spirits 劍之眼 |                               |
| 星期一至三 17:00－17:30       | |                               |
| 奇奇與鮑救援大冒險2           | 遊戲王VRAINS 2 （第47～82集） （2020年10月27日－2021年1月18日） ↓ 遊戲王VRAINS 3 （第83～120集） （2021年1月19日－4月14日） | 遊戲王SEVENS                  |

## 外部連結
- 官方网站
- 遊戲王VRAINS的X（前Twitter）